# Andorra, Teruel
Andorra este un oraș din provincia Teruel, Aragon, Spania. În 2015, orașul care are o suprafață de 141,36 km2, avea 8.065 de locuitori
Ocupația principală a locuitorilor din Andorra era, în secolul XX, mineritul.
Patronul spiritual al orașului este Sfântul Macarie.

## Administrația
Primarul orașului este doamna Sofia Ciercoles Bielsa de la partidul Izquierda Unida.